# Campeonato Mundial de Tiro con Arco al Aire Libre de 1967
El XXIV Campeonato Mundial de Tiro con Arco al Aire Libre se celebró en Amersfoort (Países Bajos) entre el 25 y el 28 de julio de 1967 bajo la organización de la Federación Internacional de Tiro con Arco (FITA) y la Federación Neerlandesa de Tiro con Arco.

## Medallistas

### Masculino
| Evento                  | Oro                                              | Plata                                                     | Bronce                                         |
| ----------------------- | ------------------------------------------------ | --------------------------------------------------------- | ---------------------------------------------- |
| Arco recurvo individual | Ray Rogers Estados Unidos                        | Ian Dixon Reino Unido                                     | Hardy Ward Estados Unidos                      |
| Arco recurvo por equipo | Ray Rogers Hardy Ward Alan Muller Estados Unidos | Arne Ljungqvist · Anders Billström · Rolf Eklund · Suecia | Ian Dixon Roy Matthews Paul Taylor Reino Unido |

### Femenino
| Evento                  | Oro                                                           | Plata                                                      | Bronce                                                     |
| ----------------------- | ------------------------------------------------------------- | ---------------------------------------------------------- | ---------------------------------------------------------- |
| Arco recurvo individual | Maria Mączyńska · Polonia                                     | Zofia Piskorek · Polonia                                   | Irena Szydłowska · Polonia                                 |
| Arco recurvo por equipo | Maria Mączyńska · Zofia Piskorek · Irena Szydłowska · Polonia | Nancy Myrick Maureen Bechdolt Victoria Cook Estados Unidos | Sigrid Johansson · Irma Danielsson · Kerttu Klotz · Suecia |

## Medallero
| Núm. | País           | Oro | Plata | Bronce | Total |
| ---- | -------------- | --- | ----- | ------ | ----- |
| 1    | Estados Unidos | 2   | 1     | 1      | 4     |
| 1    | Polonia        | 2   | 1     | 1      | 4     |
| 3    | Reino Unido    | 0   | 1     | 1      | 2     |
| 3    | Suecia         | 0   | 1     | 1      | 2     |
|      | TOTAL          | 4   | 4     | 4      | 12    |